# Дальній (Чишминський район)
Да́льній (рос. Дальний, башк. Арғы) — хутір у складі Чишминського району Башкортостану, Росія. Входить до складу Шингак-Кульської сільської ради.
Населення — 48 осіб (2010; 78 у 2002).
Національний склад:
- башкири — 50 %
- росіяни — 27 %